# Phelliactis coccinea
Phelliactis coccinea är en havsanemonart som först beskrevs av Stephenson 1918.  Phelliactis coccinea ingår i släktet Phelliactis och familjen Hormathiidae. Inga underarter finns listade i Catalogue of Life.